# Gabinete Viviani II
O Gabinete Viviani II foi o ministério formado por René Viviani em 26 de agosto de 1914 e dissolvido em 29 de outubro de 1915. Foi o 59º gabinete da Terceira República Francesa, sendo antecedido pelo Gabinete Viviani I e sucedido pelo Gabinete Briand V.

## Contexto
O segundo governo de René Viviani, também chamado de "Governo de Defesa Nacional", foi formado logo no início da Primeira Guerra Mundial. Após a reformulação de seu primeiro gabinete, os socialistas entraram no governo e a "União Sagrada" (Union Sacrée) tomou sua forma definitiva. O governo francês deixou Paris, ameaçado pelo avanço alemão, e se mudou para Bordéus, deixando a capital sob um governo militar. Em 20 de setembro, o ministro da Guerra, Alexandre Millerand, e os chefes das indústrias envolvidas (como Louis Renault) decidiram aumentar a produção de projéteis para o canon de 75 mm para 100.000 por dia, da mesma forma que grupos regionais de industriais foram organizados para o fornecimento e coordenação de inúmeras operações. Em novembro, a França, juntamente com o Reino Unido, declarou guerra à Turquia, e, em dezembro, o governo francês retornou à Paris.
Em julho de 1915, o governo convocou uma conferência em Calais com os estados-maiores francês e britânico para coordenar as operações aliadas. Em agosto, a Assembleia Nacional Francesa votou sobre novos créditos militares. Em outubro, ocorreu a renúncia do ministro dos Negócios Estrangeiros,Théophile Delcassé, após seu fracasso nas negociações com a Bulgária, a fim de impedir que o país se juntasse às Potências Centrais. Apesar da "União Sagrada", o governo foi alvo de uma série de críticas quanto à condução da guerra, após várias batalhas que resultaram apenas no massacre de soldados de infantaria franceses. Em 29 de outubro, diante dessas críticas e do fracasso diplomático búlgaro, Viviani renunciou, sendo substituído por Aristide Briand.

## Composição

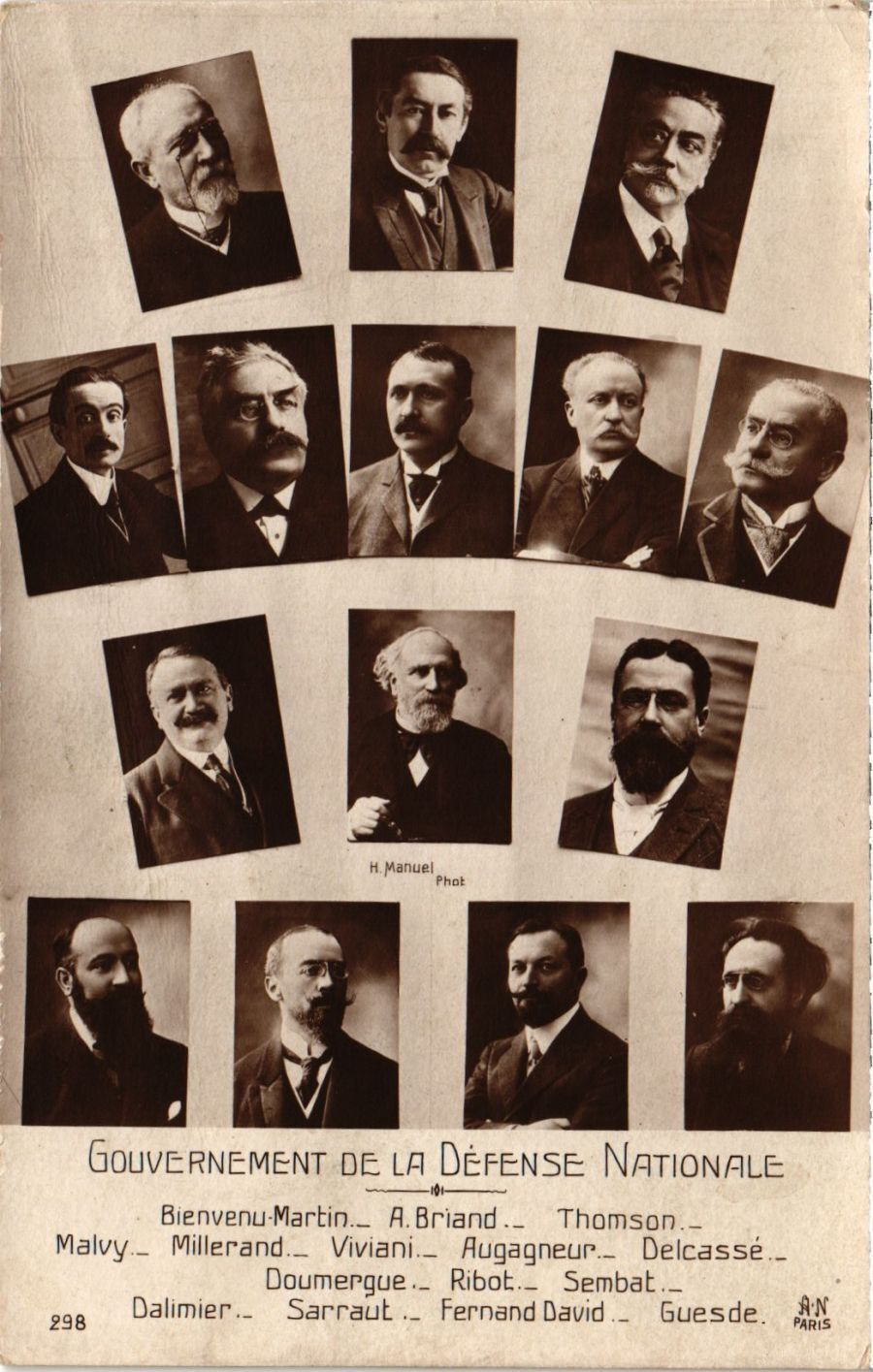
O 2º Gabinete Viviani em cartão-postal de 1914.

- Presidente da República: Raymond Poincaré
- Presidente do Conselho de Ministros: René Viviani
- Vice-presidente do Conselho de Ministros: Aristide Briand
- Ministro dos Estrangeiros: Théophile Delcassé (1914-1915); René Viviani (1915)
- Ministro da Justiça: Aristide Briand
- Ministro do Interior: Louis Malvy
- Ministro da Guerra: Alexandre Millerand
- Ministro das Finanças: Alexandre Ribot
- Ministro da Marinha: Jean-Victor Augagneur
- Ministro da Instrução Pública e Belas Artes: Albert Sarraut
- Ministro das Obras Públicas: Marcel Sembat
- Ministro da Agricultura: Fernand David
- Ministro do Comércio, Indústria, Correios e Telégrafos: Gaston Thomson
- Ministro das Colônias: Gaston Doumergue
- Ministro do Trabalho e Previdência Social: Jean-Baptiste Bienvenu-Martin
- Ministro sem pasta: Jules Guesde

## Realizações
- Promulgação da lei que cria a Medalha Militar da Cruz de Guerra para recompensar soldados merecedores;[5]
- Requisição do trigo e da farinha de todo o país;
- Evacuação dos Dardanelos;
- Declaração de guerra à Bulgária.